# علی‌آباد جوانمرد
 علی‌آباد جوانمرد، روستایی از توابع بخش مرکزی شهرستان سلسله در استان لرستان ایران است.

## جمعیت
این روستا در دهستان قلعه مظفری قرار دارد و براساس سرشماری مرکز آمار ایران در سال ۱۳۸۵، جمعیت آن ۶۸۹ نفر (۱۴۲خانوار) بوده‌است.